# Nínox de les Tanimbar
El nínox de les Tanimbar (Ninox forbesi) és una espècie d'ocell de la família dels estrígids (Strigidae). Habita la selva humida de les illes Tanimbar. El seu estat de conservació es considera de risc mínim.